# Namaqualand

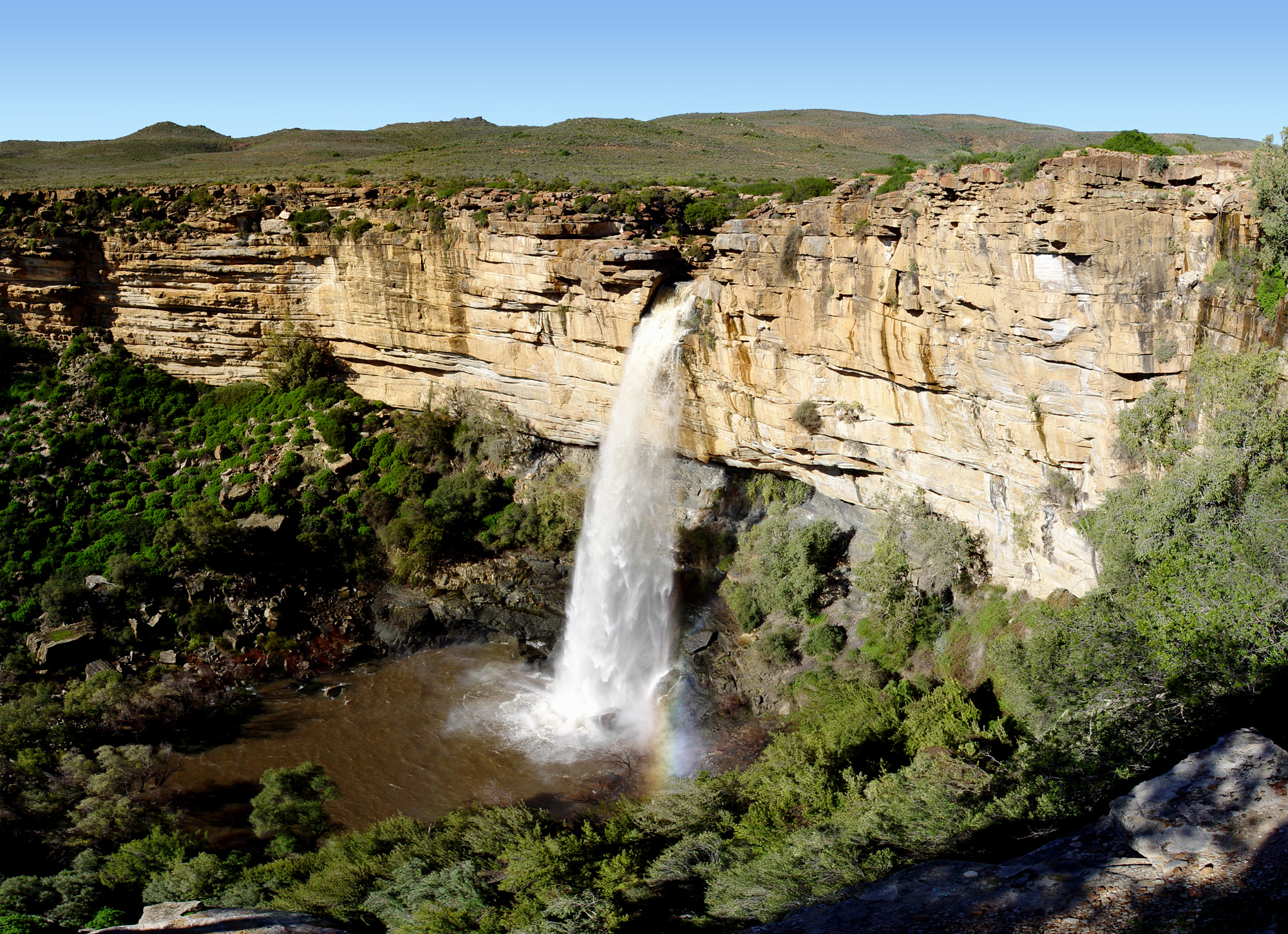
Wodospad w pobliżu miasta Nieuwoudtville

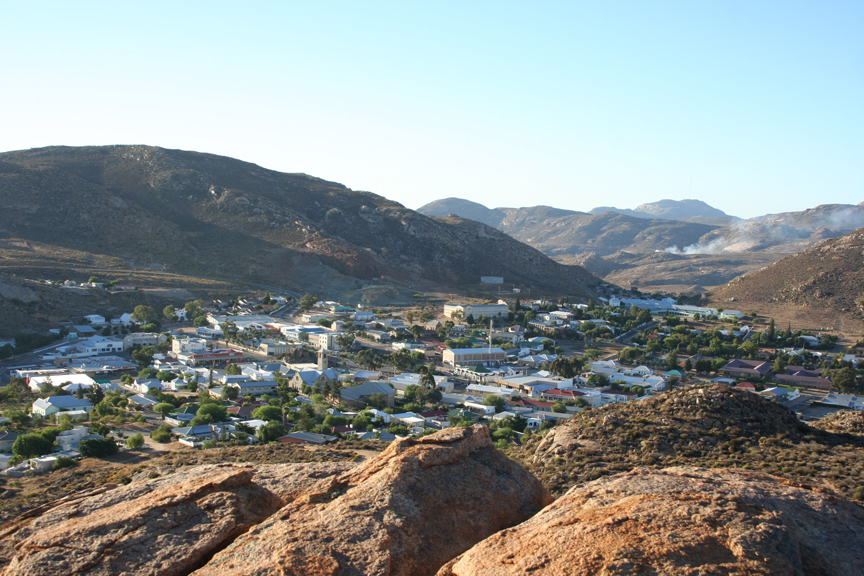
Springbok

Namaqualand (afr. Namakwaland) – region geograficzny w Republice Południowej Afryki i Namibii, rozciągający się wzdłuż atlantyckiego wybrzeża obu krajów, na długości blisko 1000 km. Powierzchnia Namaqualandu wynosi ok. 440 000 km². Krainę dzieli dolny bieg rzeki Oranje, wyróżnia się południowoafrykański Little Namaqualand na południu i namibijski Great Namaqualand na północy. Rzeka stanowi także granicę pomiędzy oboma krajami.
Na jego terytorium leżą miasta Oranjemund, Kleinzee i Koingnaas, zaś największym i uważanym za stolicę regionu jest Springbok.
W Namaqualandzie, wzdłuż koryta Oranje prowadzone jest wydobycie złota. Na wybrzeżu prowadzony jest połów ryb.
Część Little Namaqualandu, znana jako Richtersveld, jest wpisana na Listę światowego dziedzictwa UNESCO.

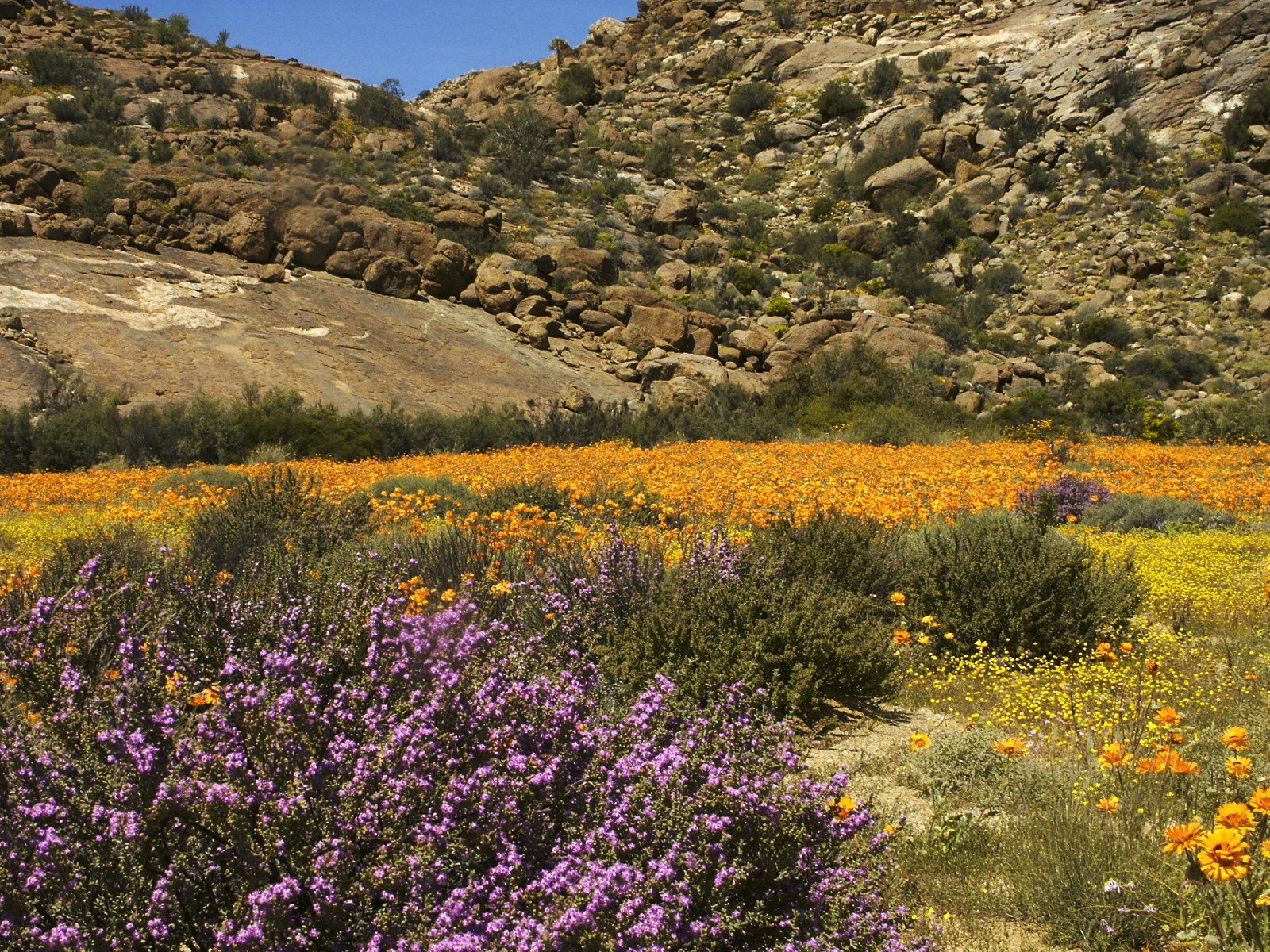
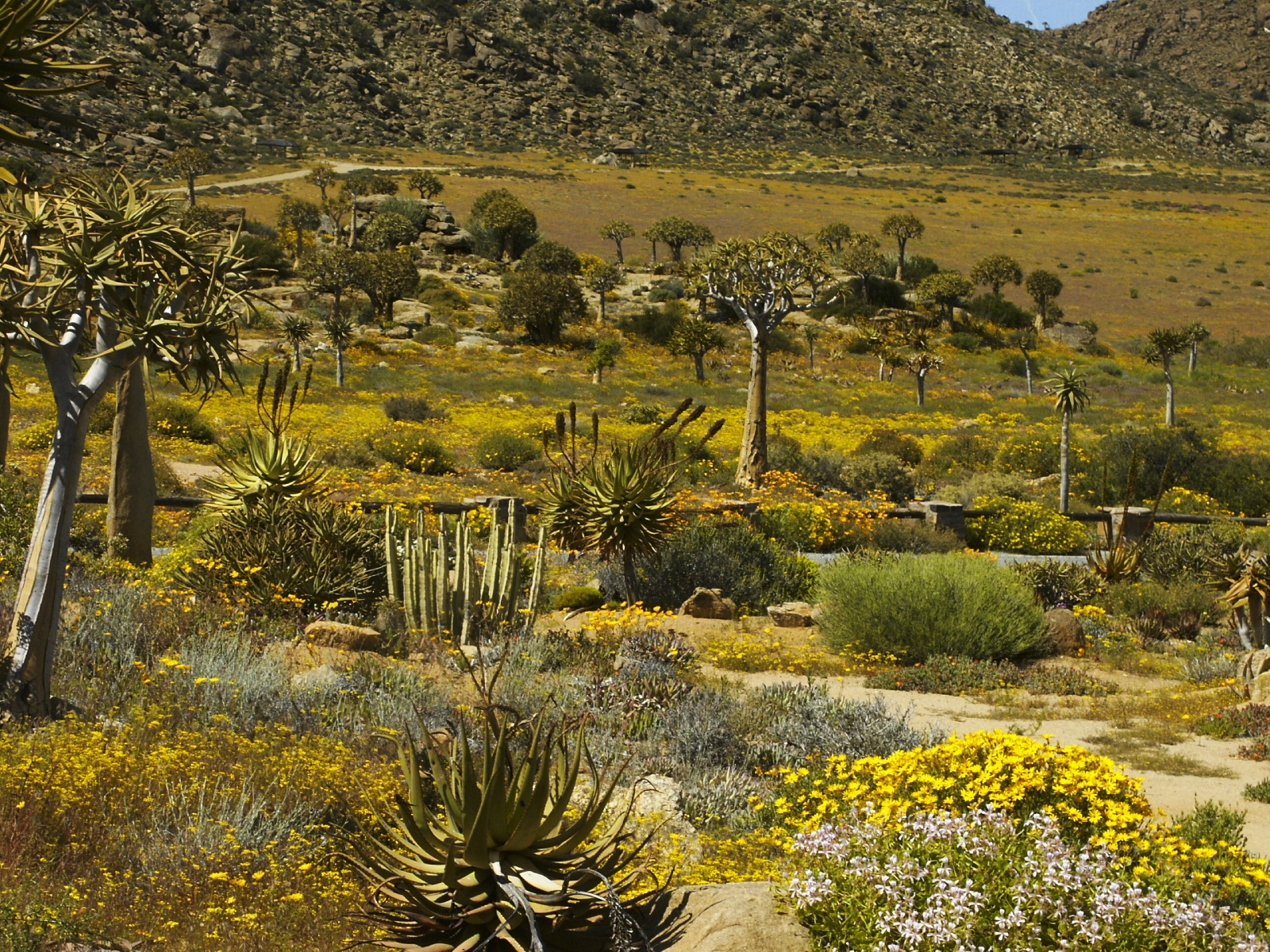
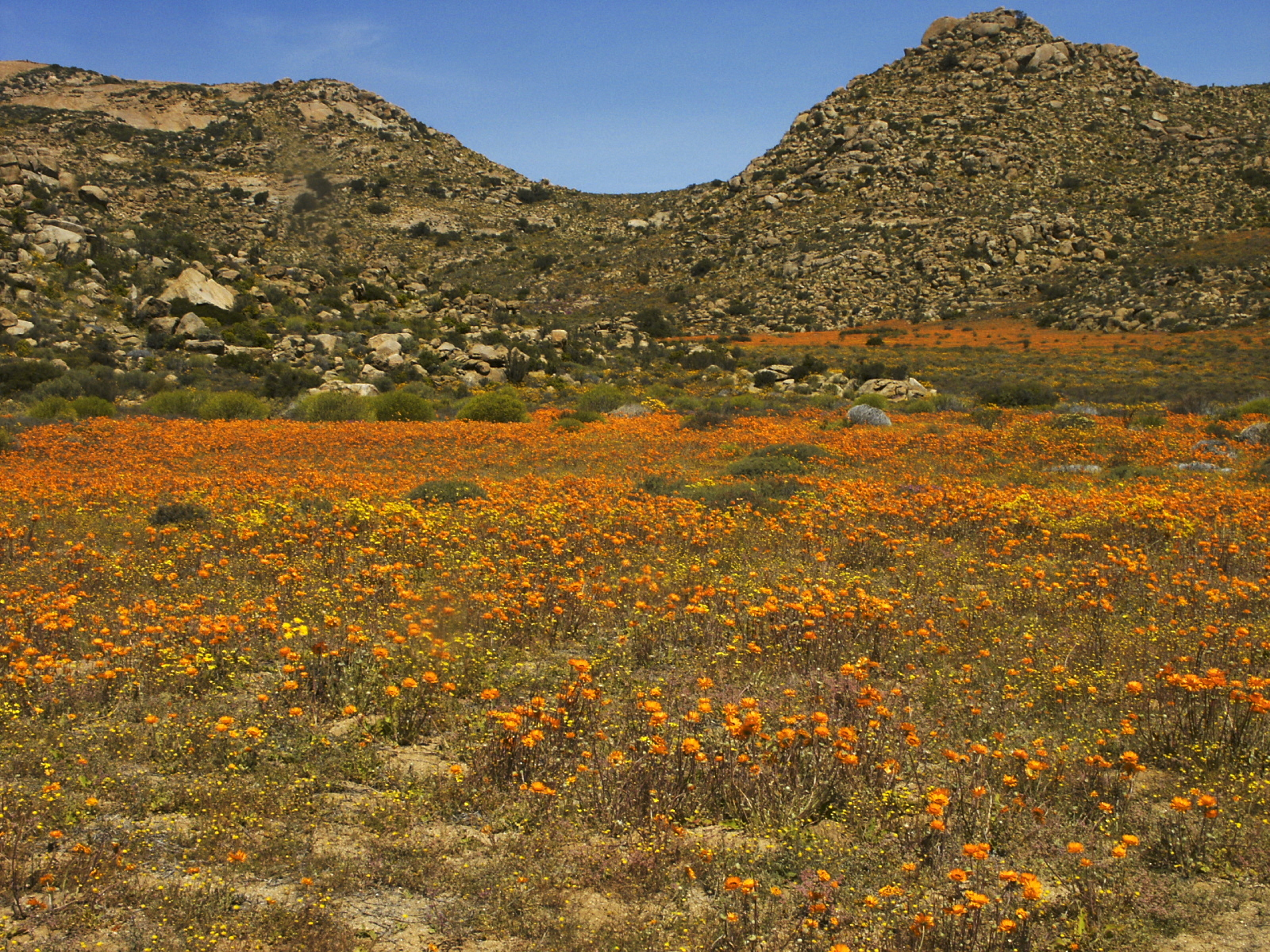
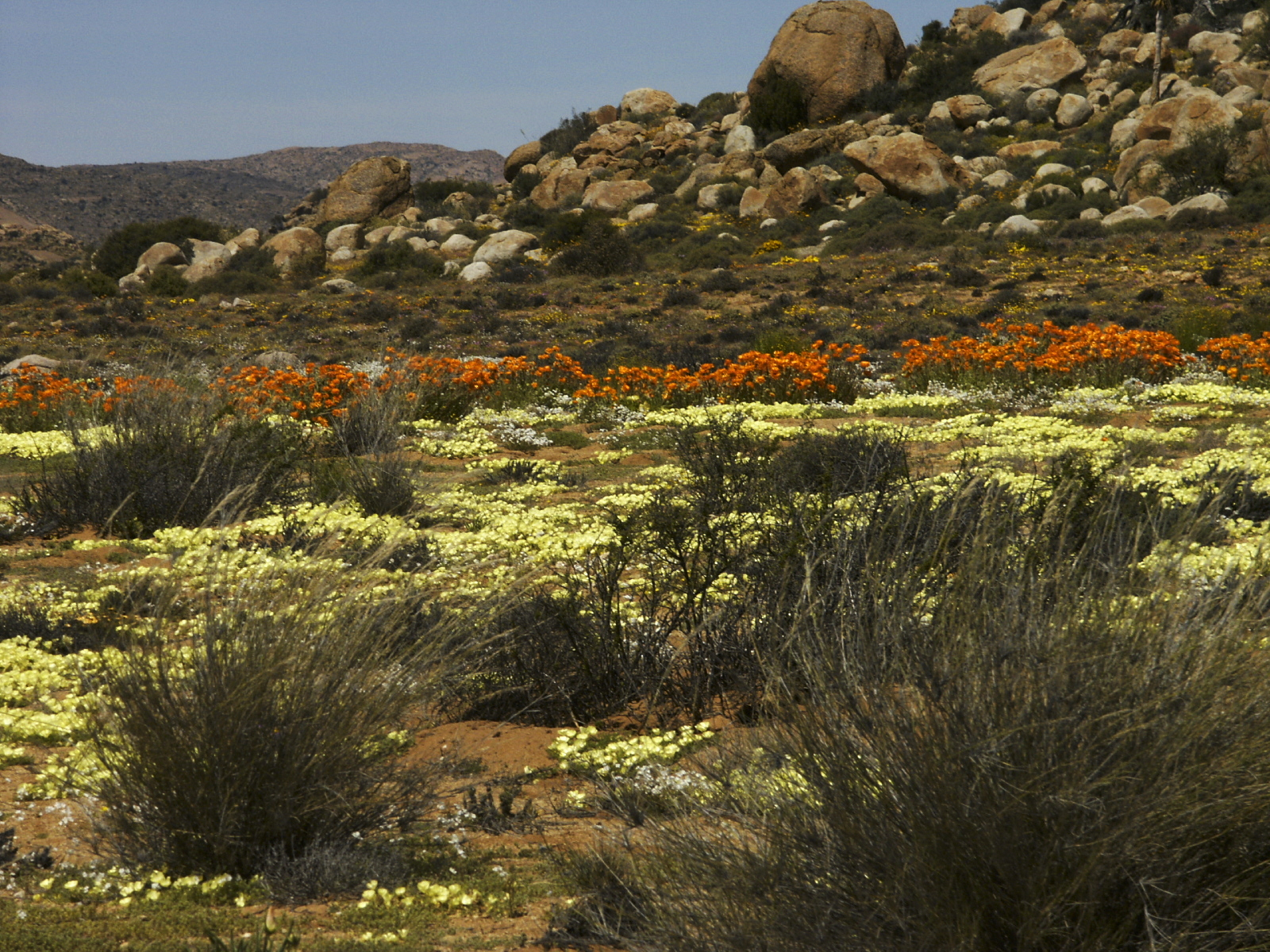